# Бочаров, Александр Ильич
Бочаров Александр Ильич (24 июля 1886 г., Петербург — 29 января 1956 г. Ленинград) — советский артист балета, педагог.

## Биография
Окончил Петроградское театральное училище в 1904, затем был принят в трупу кордебалета Мариинского театра (Театр им. Кирова), где работал до 1914 года. Позднее Бочаров становится ведущим исполнителем характерных и мимических партий. В период 1908—1909 гг гастролировал в Берлине, Праге, Стокгольме, выступал в антрепризе А. П. Павловой (Лондон, 1910). После революции 1917 года работал в ленинградском театре оперы и балета им. Кирова. В начале 20-х годов Бочаров преподает в Школе русского балета (Петроград), возглавляемой в тот период Волынским А. Л.. В 1947 г. Александр Ильич покидает сцену, но продолжает педагогическую деятельность в Ленинградском хореографическом училище (преподаватель характерного танца).
Бочаров является представителем старой балетной школы. Его выступления отличались большой продуманностью, великолепной техникой характерного танца. Один из авторов учебника «Основы характерного танца» (Л., 1939).

## Репертуар, партии
Первый исполнитель партий: Мешочник («Красный вихрь»), Бурмистр («Крепостная балерина»), Банкир («Красный мак»); др. партии (1917-47): Феб, Квазимодо («Эсмеральда»), Гамаш («Дон Кихот»), Ротмистр («Привал кавалерии»), Фронтен («Испытание Дамиса»), Никез, Нотариус («Тщетная предосторожность»), Рыбак («Дочь фараона»), Дружко («Ледяная дева»), Эвсебий («Карнавал»), Сеид-паша («Корсар»), Наставник принца («Лебединое озеро»), Отец Андрея («Партизанские дни»), Монтекки («Ромео и Джульетта»), Ованес («Гаянэ»); характерные танцы: чардаш («Лебединое озеро»), венгерский, сарацинский («Раймонда»), русский («Фея кукол»), рапсодия («Конек-Горбунок») и др.